# Weingut Pfaffl
Das Weingut R&A Pfaffl ist ein österreichisches Weingut in der Gemeinde Stetten im Weinviertel. Das Weingut wird von der Familie Pfaffl als Familienbetrieb geführt und gilt als führendes Weingut des größten österreichischen Weinbaugebiets. 

## Geschichte
Roman und Adelheid Pfaffl übernahmen 1978 den Bauernhof der Eltern mit 23 Hektar Landwirtschaft und 0,7 Hektar Weinbau. Der Wein wurde zunächst zu 100 Prozent in der kleinen Buschenschank in Stetten verkauft. Die neuen Betriebsführer kauften ein Haus in der nahen Stadt Korneuburg und bauten es zum Heurigen „Laterndl Pfaffl“ um. Pfaffl beschäftigte sich 1983 intensiv mit Qualitätsweinen und füllte seine Weine nun erstmals in Bouteillen (0,75-Liter-Flaschen). 1984 bis 1989 gab es eine Flächenausweitung auf diversen Rieden. Roman Pfaffl setzte sich dafür ein, dass das Weinviertel Österreichs erstes DAC-Gebiet wurde.
Der Betrieb war 1989 auf eine Größe von 5,2 Hektar gewachsen, mit Erweiterung um 7 Hektar Weingärten in Münichsthal, vorwiegend Terrassen Sonnleiten, die nach dem Kauf gerodet und neu ausgepflanzt wurden. Im Jahr 1991 begann Pfaffl, seine Weine auch ins Ausland zu exportieren. 1992 erfolgte der Bau eines neuen Presshauses sowie eines neuen Lagerkellers, wobei unter anderem temperaturgesteuerte Tanks, pneumatische Pressen, Rebler und eine Weinpresse im freien Fall hinzukamen. 1996 wurde Pfaffl im österreichischen Weinmagazin Falstaff zum Winzer des Jahres gekürt. Der Betrieb war 2000 auf eine Größe von 30 Hektar angewachsen. Der Heurige wurde nun geschlossen und die volle Konzentration auf den Weinbau gelegt. Es folgte nun auch die Übernahme des Schlossweinguts Bockfließ (rund 10 Hektar). 2002 wurde der Keller erweitert. Im Jahr 2003 erfolgte ein grundlegender Umbau des alten Gebäudeblocks, womit die Modernisierung des Weinguts weitgehend abgeschlossen war. Später wurden auch noch das Barriquelager sowie eine Maschinenhalle neu errichtet und das Presshaus vergrößert.
Der Betrieb war 2004 auf insgesamt 53 Hektar gewachsen, zusätzlich wurden rund 5 Hektar in Wien-Stammersdorf übernommen. 2008 wurde erstmals die neue Presse mit Inertgassystem eingesetzt. Sie ermöglicht das Pressen unter Sauerstoffausschluss. 2011 übernahmen die Geschwister Roman Josef Pfaffl und Heidemarie Fischer von deren Eltern das Weingut. Ein weiterer Weißweinkeller kam 2012 hinzu. Der Betrieb ist in hohem Maße exportorientiert. 2016 erhielt Pfaffl vom renommierten US-Weinmagazin „Wine Enthusiast“ die Auszeichnung „European Winery of the Year“. „Kaum ein Weingut hat mehr dazu beigetragen, dem Grünen Veltliner weltweite Aufmerksamkeit zu verschaffen“, begründete das Magazin seine Entscheidung.

## Rebfläche, Sorten
Aktuell beträgt die Rebfläche rund 150 Hektar (Stand 2025), Teile davon in Wien, wovon 70 Prozent mit weißen Rebsorten bestockt sind. Der Grüne Veltliner ist die wichtigste Rebsorte im Betrieb, gefolgt von Blauer Zweigelt und St. Laurent. Zudem werden Riesling, Chardonnay, Sauvignon Blanc, Pinot Blanc, Cabernet Sauvignon, Merlot und Pinot Noir erzeugt. Roman Pfaffl, der gemeinsam mit seiner Frau Adelheid das Weingut aufgebaut hat, wurde in den 1980er Jahren in der Presse als „Mr. Veltliner“ betitelt. Die wichtigsten Lagenweine des Weingutes sind die Grünen Veltliner von den Lagen Zeiseneck, Haidviertel, Hundsleiten und Goldjoch. Von Bedeutung sind auch die Rieslinge Terrassen Sonnleiten und Am Berg.